# Atatürk-Pokal
Der türkische Fußballverband führte zu Ehren Atatürks bisher viermal ein Fußballturnier um den Atatürk-Pokal durch.  
- Das erste Turnier fand im Jahr 1955 statt. Die Teilnehmer waren die fünf damals besten Mannschaften der Türkei (Fenerbahçe, Galatasaray, Beşiktaş, Adalet und Vefa). Adalet wurde Sieger, Fenerbahçe zweiter.
- Den zweiten Atatürk-Pokal am 9. September 1963 gewann Fenerbahçe mit zwei 3:1-Siegen gegen Beşiktaş und Galatasaray.
- 35 Jahre später, am 10. November 1998, dem 60. Todestag Atatürks, wurde das Turnier ein drittes Mal durchgeführt. Das Endspiel entschied Fenerbahçe gegen Beşiktaş mit 2:0 für sich.
- Das letzte Turnier am 1. November 2000 gewann im Endspiel Beşiktaş gegen Galatasaray mit 2:1.

| Mannschaft          | Titel |
| ------------------- | ----- |
| Fenerbahçe Istanbul | 2     |
| Beşiktaş Istanbul   | 1     |
| Adalet Istanbul     | 1     |